# Microperoryctes papuensis
Microperoryctes papuensis, conhecido como bandicoot-de-papua(a), é uma espécie de marsupial da família Peramelidae, endêmica de Papua-Nova Guiné.